# Médaille d'honneur des travaux publics
La médaille d’honneur des travaux publics est fixée par l'arrêté du 30 juillet 1998 fixant les conditions d'application du décret du 1er mai 1897 modifié, instituant les médailles d'honneur en faveur des personnels d'exploitation du ministère de l'équipement.

## Attribution
Les médailles d'honneur en argent sont décernées par arrêté préfectoral, en exécution du décret susvisé.
Ils reçoivent un diplôme portant leurs nom, prénoms et qualités.
Les personnes proposées doivent avoir acquis des titres réels à cette distinction, tant par la durée que par l'excellence de leurs services.
Il existe deux modes d'attribution de cette médaille :
- titre normal : 30 ans d'ancienneté
- pour acte de courage et de dévouement concernant des agents qui se seront distingués d'une manière exceptionnelle

Les personnels concernés sont les suivants :
- Les agents d'exploitation des travaux publics de l'État
- Les chefs d'équipe d'exploitation des travaux publics de l'État
- Les conducteurs des travaux publics de l'État
- Les contrôleurs des travaux publics de l'État
- Les ouvriers professionnels
- Les personnels non titulaires exerçant des fonctions d'exploitation
- Les ouvriers affiliés au régime des pensions des ouvriers des établissements industriels de l'État fixés par le décret n° 65-836 du 24 septembre 1965
- Les personnels non titulaires exerçant des fonctions d'exploitation ;

Les contingents départementaux d'attribution des médailles d'honneur des travaux publics sont fixés, à chaque promotion, par arrêté préfectoral. Les candidatures à la médaille d'honneur des travaux publics sont présentées par les directeurs et chefs de service relevant du ministère de l'équipement.

## Description
Médaille : Module de 32 millimètres, avec en avers l'effigie de la République, entourée des mots : « République française, Ministère de l'équipement ». Sur le revers, elles portent divers attributs entourés des mots : « Travail, Honneur, Dévouement », avec une inscription relatant les nom et prénom du titulaire ainsi que le millésime.
Les titulaires sont autorisés à porter la médaille suspendue à un ruban composé de deux bandes tricolores disposées verticalement et séparées par une bande blanche. Chacune des sept bandes a une même largeur de 6 millimètres.